# Tadeusz Chwiedź
Tadeusz Antoni Chwiedź (ur. 18 lutego 1935 w Białymstoku, zm. 8 lutego 2023) – polski ekonomista, inżynier i działacz społeczny, prezes zarządu głównego Związku Sybiraków (2006–2015).

## Życiorys
Absolwent Studium Ekonomiki Przemysłu, ukończył następnie studia inżynierskie z zakresu mechaniki w Wyższej Szkole Inżynierskiej w Białymstoku. Pracował jako ekonomista i urzędnik, był m.in. dyrektorem wydziału gospodarki i budownictwa komunalnego w urzędzie wojewódzkim.
Wieloletni działaczy środowisk sybiraków, obejmował funkcje prezesa oddziału Związku Sybiraków w Białymstoku i wiceprezesa zarządu głównego, a także wiceprzewodniczącego Wojewódzkiej Rady Kombatantów i Osób Represjonowanych w Białymstoku. W 2006 został wybrany na prezesa zarządu głównego ZS, zastępując Ryszarda Reiffa. Pełnił tę funkcję do 2015.
Odznaczony m.in. Krzyżem Komandorskim Orderu Odrodzenia Polski (2002).